# 安东尼奥·维奇诺
安东尼奥·维奇诺（義大利語：Antonio Vicino，1995年1月24日—），意大利男子赛艇运动员。他曾代表意大利参加捷克拉奇采举行的2022年世界赛艇锦标赛，获得男子轻量级四人双桨金牌。